# Mafia
Mafia je prvi EP talijanskog simfonijskog death metal-sastava Fleshgod Apocalypse. EP je 8. lipnja 2010. godine objavila diskografska kuća Willowtip Records.

## O albumu
EP je bio snimljen u siječnju 2010. godine u studiju 16th Cellar u Rimu. Miksanje, mastering i produkciju albuma izvršio je Stefano Morabito. 

## Popis pjesama
| 1.    | »Thru Our Scars«                         | 5:30 |
| 2.    | »Abyssal«                                | 6:45 |
| 3.    | »Conspiracy of Silence«                  | 5:30 |
| 4.    | »Blinded by Fear« (obrada At the Gatesa) | 3:10 |
| 5.    | »Mafia« (instrumental)                   | 3:00 |
| 23:55 |                                          |      |

## Zasluge
| Fleshgod Apocalypse - Tommaso Riccardi – grubi vokali, gitara - Cristiano Trionfera – gitara, prateći vokali - Paolo Rossi – čisti vokali, bas-gitara - Francesco Paoli – bubnjevi, gitara, prateći vokali | Dodatni glazbenici - Francesco Ferrini – klavir - Maria Letizia Massetti – violina (na pjesmi 1) Ostalo osoblje - Stefano "Saul" Morabito – produkcija, miksanje, mastering - Marco Hasmann – naslovnica - Chiara Battistoni – ilustracije, raspored ilustracija, dizajn |